# Saison 2009-2010 du Standard de Liège
Maillots
Chronologie
Saison précédente Saison suivante
Lors de la saison 2009-2010, le Standard de Liège évolue en Jupiler League. Il participe également à la Ligue des champions avant d'être repêché en Ligue Europa et à la Coupe Cofidis.

## Déroulement de la saison
Pour leur tout premier match, les Rouches affrontent les champions de D2: Saint-Trond. Cependant ils encaissent un but à la 23e des œuvres de Chimedza. Mais le Standard peut compter sur un excellent de Camargo (auteur d'un doublé) pour se remettre dans le match. Saint-Trond égalise alors via Evrard (72e). En fin de match, les Standardmen obtiennent un coup de réparation mais Witsel rata à deux reprises son pénalty.
Le Standard se déplace au GBA et livre une partie moyenne, les "Rats" se montrant les plus dangereux. La partie se dirige vers un nul lorsque Goor enflamme le Kiel en marquant un joli but (70e). Huit minutes plus tard, Jovanovic se balade à travers la défense anversoise et rétablit l'égalité.
À Roulers, les Rouches obtiennent leur première victoire. Jovanovic ouvre la marque sur penalty puis l'égalisation survient quelques minutes plus tard. Ensuite, c'est Carcela (auteur d'un très bon match), Mbokani et Jovanovic (2 fois) qui aggravent le score final: 5-1.
Lors de leur premier derby, le Standard fait match nul face à Charleroi : 1-1. Jovanovic est l'auteur du but standardman à la 22e.
Lors de la 5e journée le "clasico" face à Anderlecht est attendu et déçoit. En cause, l'avalanche de fautes dont celle d'Axel Witsel sur Marcin Wasilewski. Résultat: le Polonais a la jambe brisée et sa saison est terminée. À dix contre onze, c'est pourtant le Standard qui ouvre le score via Mbokani à la 36e. Mais le défenseur anderlechtois Gillet égalise à la 42e. Le score ne changera pas en seconde période.
Face à Malines, le Standard, déjà privé de Witsel perd Defour, Dalmat et de Camargo sur blessure. Cependant, Mehdi Carcela-Gonzalez inscrit le premier but de la soirée (une superbe frappe du pied gauche). Par la suite, il en marquera un deuxième. Le Français Mangala finissant le travail.
Le 16 septembre 2009, pour son premier match de Ligue des Champions, le Standard s'incline 2-3 face à Arsenal alors qu'il menait 2-0 après 5 minutes.
Après cette défaite, le Standard se déplace à Lokeren où il n'avait plus gagné depuis plus de 10 ans! Carcela contribue à conjurer le mauvais sort grâce à l'un de ses coups francs mais les Waaslandiens égalisent rapidement. Mbokani, du pied gauche redonne peu de temps après, l'avantage au Standard. Le match se clôturera sur le score de 1 but à 3, Felipe marquant pour sa première apparition sous le maillot liégeois.
Face au Cercle, Jovanovic ouvre la marque rapidement sur pénalty mais après un match insipide les brugeois égalisent en fin de match.
Le 4 novembre, le Standard gagne sa première victoire en Ligue des Champions 2-0 face à l'Olympiakos avec un but de Mbokani et Jovanovic.
La défaite face à La Gantoise, le 21 novembre, marque le début d'une période creuse en championnat pour le Standard.
Le 9 décembre, les Rouches arrachent in extremis le match nul face à l'AZ Alkmaar leur permettant de passer l'hiver en coupe d'Europe. Ils pourront disputer la Ligue Europa à partir de février grâce à un but de la tête dans les dernières secondes de leur gardien de but, Sinan Bolat, monté en attaque pour le dernier coup franc du match.
La courte trêve arrive au bon moment pour le Standard. La première partie de saison se termine sur de mauvais résultats (une seule victoire face à Lokeren en un peu moins de deux mois) et une élimination en coupe.
Le 10 février 2010, le Standard annonce la résiliation du contrat de l'entraîneur Bölöni et de son adjoint. Dominique D'Onofrio reprend le rôle d'entraîneur avec pour adjoint Siramana Dembélé et Jean-François De Sart (qui reste parallèlement entraîneur de l'équipe de Belgique espoirs de football).

## Équipements
| Marque:           |  | Diadora                    |
| Sponsors maillot: |  | Base (Championnat/Coupe)   |
|                   |  | Generali (Coupes d'Europe) |

## Staff Technique
| Fonction                | Nom                                        | Date de Naissance | Nationalité      | Fin du Contrat               | Dernier Club         |
| ----------------------- | ------------------------------------------ | ----------------- | ---------------- | ---------------------------- | -------------------- |
| Entraineur principal    | László Bölöni (jusqu'au 10/02/10)          | 11-03-1953        | Roumanie         | Juin 2010                    | Al Jazira Abu Dhabi  |
|                         | Dominique D'Onofrio (depuis le 10/02/10)   | 18-04-1953        | Belgique/ Italie | Juin 2010                    | Directeur sportif    |
| Entraineur adjoint      | Joaquim Rolão Preto (jusqu'au 10/02/10)    | 05-11-1959        | Portugal         | Juin 2010                    | Al Jazira Abu Dhabi  |
|                         | Jean-François De Sart (depuis le 10/02/10) | 18-12-1961        | Belgique         | Juin 2010                    | Belgique Espoirs     |
| Entraineur adjoint      | Siramana Dembélé                           | 27-01-1977        | France           | Juin 2010                    | Maccabi Petah-Tikvah |
| Entraineur des gardiens | Jean-François Lecomte                      | 17-11-1968        | Belgique         | Juin 2010                    | Jeunes du Standard   |
| Préparateur physique    | Guy Namurois                               | 05-02-1961        | Belgique         | contrat à durée indéterminée |                      |

## Effectif
| Numéro             | Joueur                  | Date de naissance | Lieu de naissance | Nationalité     | Fin du contrat | Dernier club          |
| ------------------ | ----------------------- | ----------------- | ----------------- | --------------- | -------------- | --------------------- |
| Gardiens           |                         |                   |                   |                 |                |                       |
| 1                  | Kristof Van Hout        | 09-02-1987        | Lommel            | Belgique        | Juin 2012      | KV Courtrai           |
| 16                 | Jesse Soubry            | 14-03-1990        | Bruxelles         | Belgique        | Juin 2010      | Formé au club         |
| 18                 | Anthony Moris           | 29-04-1990        | Liège             | Belgique        | Juin 2011      | Formé au club         |
| 38                 | Sinan Bolat             | 03-09-1988        | Kayseri           | Turquie         | Juin 2013      | RC Genk               |
| Défenseurs         |                         |                   |                   |                 |                |                       |
| 2                  | Réginal Goreux          | 31-12-1987        | Saint-Michel      | Belgique        | Juin 2011      | Formé au club         |
| 3                  | Victor Ramos Ferreira   | 05-05-1989        | Salvador          | Brésil          | Juin 2014      | EC Vitória            |
| 5                  | Felipe Trevizan Martins | 15-05-1987        | Americana         | Brésil          | Juin 2014      | Coritiba FC           |
| 6                  | Cédric Collet           | 07-03-1984        | Brétigny-sur-Orge | Guadeloupe      | Juin 2012      | RAEC Mons             |
| 14                 | Landry Mulemo           | 17-09-1986        | Liège             | Belgique        | Juin 2010      | Saint-Trond VV        |
| 17                 | Marcos Camozzato        | 17-06-1983        | Porto Alegre      | Brésil          | Juin 2013      | SC Internacional      |
| 19                 | Mohamed Sarr            | 23-12-1983        | Dakar             | Sénégal         | Juin 2011      | Milan AC              |
| 25                 | Rami Gershon            | 12-08-1988        | Rishon LeZion     | Israël          | Juin 2010      | Hapoël Rishon LeZion  |
| 35                 | Sébastien Pocognoli     | 01-08-1987        | Seraing           | Belgique        | Juin 2014      | AZ Alkmaar            |
| Milieux de terrain |                         |                   |                   |                 |                |                       |
| 7                  | Wilfried Dalmat         | 17-07-1982        | Tours             | France          | Juin 2011      | RAEC Mons             |
| 8                  | Steven Defour           | 15-04-1988        | Malines           | Belgique        | Juin 2015      | RC Genk               |
| 11                 | Grégory Dufer           | 19-12-1981        | Charleroi         | Belgique        | Juin 2012      | AFC Tubize            |
| 15                 | Andréa Mbuyi-Mutombo    | 06-06-1990        | Bruxelles         | Belgique        | Juin 2011      | Portsmouth FC         |
| 22                 | Eliaquim Mangala        | 13-12-1991        | Paris             | France          | Juin 2013      | Union Royale Namur    |
| 24                 | Koen Daerden            | 08-03-1982        | Tongres           | Belgique        | Juin 2013      | FC Bruges             |
| 26                 | Benjamin Nicaise        | 28-09-1980        | Maisons-Alfort    | France          | Juin 2011      | RAEC Mons             |
| 27                 | Arnor Angeli            | 25-02-1991        | Bruxelles         | Belgique        | Juin 2010      | Formé au club         |
| 28                 | Axel Witsel             | 12-01-1989        | Liège             | Belgique        | Juin 2013      | Formé au club         |
| 32                 | Tiago Ronaldo           | 28-12-1989        | Loures            | Portugal        | Juin 2011      | Vitoria Guimarães     |
| 33                 | Mehdi Carcela-Gonzalez  | 01-07-1989        | Droixhe           | Belgique        | Juin 2015      | Formé au club         |
| Attaquants         |                         |                   |                   |                 |                |                       |
| 9                  | Dieumerci Mbokani       | 22-11-1985        | Kinshasa          | Rép. dém. Congo | Juin 2013      | RSC Anderlecht        |
| 10                 | Igor de Camargo         | 12-05-1983        | Porto Feliz       | Belgique        | Juin 2013      | FCM Brussels          |
| 20                 | Moussa Traoré           | 09-03-1990        | Abidjan           | Côte d'Ivoire   | Juin 2014      | Commune Football Club |
| 23                 | Milan Jovanović         | 18-04-1981        | Čačak             | Serbie          | Juin 2010      | MFK Lokomotiv         |
| 29                 | Gohi Bi Cyriac          | 05-08-1990        | Bediala           | Côte d'Ivoire   | Juin 2014      | ASEC Mimosas          |
| 77                 | Gheorghe Grozav         | 29-09-1990        | Alba Iulia        | Roumanie        | Juin 2013      | FC Unirea Alba Iulia  |

### Transferts

#### Été 2009
| Nom                          | Naissance         | Position          | Nationalité sportive | Fin de contrat | Dernier club          | Destination            |
| ARRIVÉES                     |                   |                   |                      |                |                       |                        |
| Jonathan Mendes              | 18 juillet 1989   | Ailier gauche     | France               | Juin 2011      | AJ Auxerre            | Standard de Liège      |
| Andréa Mbuyi-Mutombo         | 7 juin 1990       | Milieu offensif   | Belgique             | Juin 2011      | Portsmouth FC         | Standard de Liège      |
| Cédric Collet                | 7 mars 1984       | Ailier gauche     | Guadeloupe           | Juin 2012      | RAEC Mons             | Standard de Liège      |
| Tiago Ronaldo                | 28 décembre 1988  | Médian droit      | Portugal             | Juin 2011      | Vitória Guimarães     | Standard de Liège      |
| Moussa Traoré                | 3 avril 1989      | Attaquant droit   | Côte d'Ivoire        | Juin 2010      | Commune Football Club | Standard de Liège      |
| Alex de Moraes Gomes         | 25 mars 1988      | Défenseur central | Brésil               | Juin 2010      | EC Juventude          | Standard de Liège      |
| Kristof Van Hout             | 9 février 1987    | Gardien           | Belgique             | Juin 2012      | KV Courtrai           | Standard de Liège      |
| Rami Gershon (prêté)         | 12 août 1988      | Défenseur central | Israël               | Juin 2010      | Hapoël Rishon LeZion  | Standard de Liège      |
| Felipe Trevizan Martins      | 15 mai 1987       | Défenseur central | Brésil               | Juin 2014      | Coritiba FC           | Standard de Liège      |
| Victor Ramos Ferreira        | 5 mai 1989        | Défenseur central | Brésil               | Juin 2014      | EC Vitória            | Standard de Liège      |
| Ricardo Sérgio Rocha Azevedo | 3 octobre 1978    | Défenseur central | Portugal             | Juin 2010      | Tottenham Hotspur FC  | Standard de Liège      |
| Olivier Dacourt              | 25 septembre 1974 | Milieu défensif   | France               | Juin 2010      | Fulham FC             | Standard de Liège      |
| DÉPARTS                      |                   |                   |                      |                |                       |                        |
| Salim Toama                  | 9 août 1979       | Ailier gauche     | Israël               | Juin 2010      | Standard de Liège     | AEL Larissa            |
| Oguchi Onyewu                | 13 mai 1982       | Défenseur central | États-Unis           | Juin 2009      | Standard de Liège     | AC Milan               |
| Fazlı Kocabaş                | 1er janvier 1990  | Défenseur         | Belgique             | Juin 2010      | Standard de Liège     | AS Eupen               |
| Alexandre Da Silva           | 16 janvier 1987   | Arrière droit     | Belgique             | Juin 2010      | Standard de Liège     | AFC Tubize             |
| Alandson Da Silva            | 4 octobre 1988    | Attaquant         | Belgique             | Juin 2010      | Standard de Liège     | AFC Tubize             |
| Digão (retour de prêt)       | 14 octobre 1985   | Défenseur         | Brésil               | Juin 2009      | Standard de Liège     | AC Milan               |
| Leon Benko                   | 11 novembre 1983  | Attaquant         | Croatie              | Juin 2009      | Standard de Liège     | KV Courtrai            |
| Christian Benteke (prêté)    | 3 décembre 1990   | Attaquant         | Belgique             | Juin 2013      | Standard de Liège     | KV Courtrai            |
| Marco Ingrao                 | 28 juillet 1982   | Ailier gauche     | Belgique             | Juin 2009      | Standard de Liège     | fin de contrat         |
| Rorys Aragon Espinoza        | 28 juin 1982      | Gardien           | Équateur             | Juin 2009      | Standard de Liège     | Diyarbakirspor         |
| Tomislav Mikulic             | 4 janvier 1982    | Défenseur central | Croatie              | Juin 2010      | Standard de Liège     | KFC Germinal Beerschot |

#### Hiver 2010
| Nom                           | Naissance         | Position          | Nationalité sportive | Fin de contrat | Dernier club         | Destination        |
| ARRIVÉES                      |                   |                   |                      |                |                      |                    |
| Koen Daerden                  | 8 mars 1982       | Milieu gauche     | Belgique             | Juin 2013      | FC Bruges            | Standard de Liège  |
| Pape Abdou Camara             | 21 septembre 1991 | Milieu défensif   | Sénégal              | Juin 2012      | Étoile Lusitana      | Standard de Liège  |
| Gheorghe Grozav               | 29 septembre 1990 | Attaquant gauche  | Roumanie             | Juin 2013      | FC Unirea Alba Iulia | Standard de Liège  |
| Sébastien Pocognoli           | 1er août 1987     | Arrière gauche    | Belgique             | Juin 2014      | AZ Alkmaar           | Standard de Liège  |
| DÉPARTS                       |                   |                   |                      |                |                      |                    |
| Edouard Kabamba Wenze (prêté) | 24 janvier 1987   | Attaquant         | Belgique             | Juin 2011      | Standard de Liège    | AS Eupen           |
| Jonathan Mendes (prêté)       | 18 juillet 1989   | Ailier gauche     | France               | Juin 2011      | Standard de Liège    | AFC Tubize         |
| Hiraç Yagan (prêté)           | 3 janvier 1988    | Médian            | Arménie              | Juin 2011      | Standard de Liège    | AFC Tubize         |
| Alex de Moraes Gomes          | 25 mars 1988      | Défenseur central | Brésil               | Juin 2010      | Standard de Liège    | Porto Alegre FC    |
| Ricardo Sérgio Rocha Azevedo  | 3 octobre 1978    | Défenseur central | Portugal             | Juin 2010      | Standard de Liège    | Portsmouth FC      |
| Olivier Dacourt               | 25 septembre 1974 | Milieu défensif   | France               | Juin 2010      | Standard de Liège    | rupture de contrat |

## Les résultats

### Amicaux
| Journée | Date       | Heure | Lieu         | Club visité          | Club visiteur         | Score | Buts liégeois                                   |
| ------- | ---------- | ----- | ------------ | -------------------- | --------------------- | ----- | ----------------------------------------------- |
| 1       | 25/06/2009 | 19h00 | Blegny       | FC United Richelle   | Standard de Liège     | 1 - 4 | Mangala, Dufer (2), Cyriac                      |
| 2       | 27/06/2009 | 18h30 | Hannut       | RFC Hannutois        | Standard de Liège     | 0 - 4 | Mangala, Cyriac (2), Benteke                    |
| 3       | 01/07/2009 | 19h30 | Leuven       | OH Louvain           | Standard de Liège     | 2 - 0 |                                                 |
| 4       | 04/07/2009 | 18h00 | Tubize       | AFC Tubize           | Standard de Liège     | 1 - 1 | Benteke                                         |
| 5       | 05/07/2009 | 10h30 | Académie RLD | Standard de Liège    | Sporting de Charleroi | 2 - 2 | Cyriac (2)                                      |
| 6       | 11/07/2009 | 18h00 | Ciney        | RAEC Mons            | Standard de Liège     | 0 - 1 | Mbokani                                         |
| 7       | 12/07/2009 | 11h00 | Académie RLD | Standard de Liège    | RCS Visé              | 3 - 3 | Grozav*, Cyriac, Traoré                         |
| 8       | 14/07/2009 | 19h00 | Eupen        | PFC Lokomotiv Mezdra | Standard de Liège     | 0 - 5 | Witsel (2), Cyriac, Traoré (2)                  |
| 9       | 16/07/2009 | 19h30 | Maastricht   | MVV Maastricht       | Standard de Liège     | 2 - 1 | Traoré                                          |
| 10      | 18/07/2009 | 19h00 | Hasselt      | Trabzonspor          | Standard de Liège     | 1 - 0 |                                                 |
| 11      | 22/07/2009 | 18h30 | Malmedy      | RFC Malmundaria      | Standard de Liège     | 0 - 7 | Jovanovic (2), Dufer, Benteke (2), Angeli, Otte |
| 12      | 02/08/2009 | 11h00 | Académie RLD | Standard de Liège    | Union Saint-Gilloise  | 4 - 0 | Cyriac (2), Benteke, Mutombo                    |
| 13      | 05/08/2009 | 19h00 | Hespérange   | Luxembourg           | Standard de Liège     | 2 - 0 |                                                 |
| 14      | 09/08/2009 | 20h00 | Livourne     | AS Livourne          | Standard de Liège     | 3 - 2 | Carcela, Cyriac                                 |
| 15      | 04/09/2009 | 19h00 | Thionville   | FC Metz              | Standard de Liège     | 2 - 1 | Angeli                                          |
| 16      | 13/10/2009 | 18h30 | Académie RLD | Standard de Liège    | RCS Visé              | 1 - 2 | Dacourt                                         |
| 17      | 27/01/2010 | 16h00 | Académie RLD | Standard de Liège    | OH Louvain            | 1 - 0 | Defour                                          |
| 18      | 30/04/2010 | 19h00 | Roulers      | KSV Roulers          | Standard de Liège     | 1 - 0 |                                                 |
| 19      | 05/05/2010 | 20h00 | Académie RLD | Standard de Liège    | KS Kermt-Hasselt      | 3 - 0 | Dos Santos, Mutombo, Mangala                    |

- (*) Gheorghe Grozav effectuait une période d'essai

### Supercoupe de Belgique de football
| Date            | Heure | Lieu     | Club visité       | Club visiteur | Score | Buts liégeois  | Assistance |
| --------------- | ----- | -------- | ----------------- | ------------- | ----- | -------------- | ---------- |
| 25 juillet 2009 | 20h30 | Sclessin | Standard de Liège | RC Genk       | 2 - 0 | Dalmat, Witsel | 12 000     |

### Ligue des champions
| Tour                   | Date       | Heure | Club visité         | Club visiteur       | Score | Buts liégeois      | Assistance |
| ---------------------- | ---------- | ----- | ------------------- | ------------------- | ----- | ------------------ | ---------- |
| Groupe H - 1re journée | 16/09/2009 | 20h45 | Standard de Liège   | Arsenal FC          | 2 - 3 | Mangala, Jovanovic | 23 022     |
| Groupe H - 2e journée  | 29/09/2009 | 20h45 | AZ Alkmaar          | Standard de Liège   | 1 - 1 | Traoré             | 16 373     |
| Groupe H - 3e journée  | 20/10/2009 | 20h45 | Olympiakos Le Pirée | Standard de Liège   | 2 - 1 | de Camargo         | 29 889     |
| Groupe H - 4e journée  | 04/11/2009 | 20h45 | Standard de Liège   | Olympiakos Le Pirée | 2 - 0 | Mbokani, Jovanovic | 24 787     |
| Groupe H - 5e journée  | 24/11/2009 | 20h45 | Arsenal FC          | Standard de Liège   | 2 - 0 |                    | 59 941     |
| Groupe H - 6e journée  | 09/12/2009 | 20h45 | Standard de Liège   | AZ Alkmaar          | 1 - 1 | Bolat              | 24 359     |

### Ligue Europa
| Tour        | Date       | Heure | Club visité        | Club visiteur      | Score | Buts liégeois                 | Assistance |
| ----------- | ---------- | ----- | ------------------ | ------------------ | ----- | ----------------------------- | ---------- |
| 1/16 aller  | 18/02/2010 | 19h00 | Standard de Liège  | Red Bull Salzbourg | 3 - 2 | Witsel (2), de Camargo        | 21 000     |
| 1/16 retour | 25/02/2010 | 21h05 | Red Bull Salzbourg | Standard de Liège  | 0 - 0 |                               | 26 504     |
| 1/8 aller   | 11/03/2010 | 21h05 | Panathinaïkos      | Standard de Liège  | 1 - 3 | Witsel, Jovanovic, de Camargo | 55 000     |
| 1/8 retour  | 18/03/2010 | 19h00 | Standard de Liège  | Panathinaïkos      | 1 - 0 | Mbokani                       | 25 000     |
| 1/4 aller   | 01/04/2010 | 21h05 | Hambourg SV        | Standard de Liège  | 2 - 1 | Mbokani                       | 48 437     |
| 1/4 retour  | 08/04/2010 | 21h05 | Standard de Liège  | Hambourg SV        | 1 - 3 | de Camargo                    | 27 000     |

### Championnat

#### Saison régulière
| Journée | Date       | Heure | Club visité              | Club visiteur            | Score   | Buts liégeois                   | Assistance |
| ------- | ---------- | ----- | ------------------------ | ------------------------ | ------- | ------------------------------- | ---------- |
| 1       | 31/07/2009 | 20h30 | Standard de Liège        | Saint-Trond VV           | 2 - 2   | de Camargo (2)                  | 26 741     |
| 2       | 07/08/2009 | 20h30 | Germinal Beerschot A.    | Standard de Liège        | 1 - 1   | Jovanovic                       | 10 521     |
| 3       | 15/08/2009 | 20h00 | KSV Roulers              | Standard de Liège        | 1 - 5   | Jovanovic (3), Carcela, Mbokani | 6 253      |
| 4       | 21/08/2009 | 20h30 | Standard de Liège        | Sporting de Charleroi    | 1 - 1   | Jovanovic                       | 27 232     |
| 5       | 30/08/2009 | 20h30 | RSC Anderlecht           | Standard de Liège        | 1 - 1   | Mbokani                         | 23 869     |
| 6       | 12/09/2009 | 20h00 | Standard de Liège        | FC Malines               | 3 - 0   | Carcela (2), Mangala            | 26 606     |
| 7       | 19/09/2009 | 20h00 | KSC Lokeren              | Standard de Liège        | 1 - 3   | Carcela, Mbokani, Felipe        | 6 513      |
| 8       | 23/09/2009 | 20h30 | Standard de Liège        | Cercle Bruges            | 1 - 1   | Jovanovic                       | 24 974     |
| 9       | 26/09/2009 | 20h00 | KV Courtrai              | Standard de Liège        | 0 - 2   | Dalmat, Angeli                  | 6 649      |
| 10      | 04/10/2009 | 20h30 | Standard de Liège        | RC Genk                  | 1 - 0   | Jovanovic                       | 26 391     |
| 11      | 17/10/2009 | 20h00 | KVC Westerlo             | Standard de Liège        | 2 - 0   |                                 | 7 241      |
| 12      | 24/10/2009 | 20h00 | Standard de Liège        | SV Zulte Waregem         | 1 - 1   | Cyriac                          | 26 082     |
| 13      | 30/10/2009 | 20h30 | Royal Excelsior Mouscron | Standard de Liège        | 0 - 0   |                                 | 10 136     |
| 14      | 08/11/2009 | 20h30 | Standard de Liège        | FC Bruges                | 3 - 1   | Jovanovic (2), Witsel           | 27 126     |
| 15      | 21/11/2009 | 18h00 | La Gantoise              | Standard de Liège        | 2 - 1   | Cyriac                          | 11 724     |
| 16      | 29/11/2009 | 20h30 | Saint-Trond VV           | Standard de Liège        | 2 - 0   |                                 | 10 810     |
| 17      | 05/12/2009 | 20h00 | Standard de Liège        | Germinal Beerschot A.    | 2 - 2   | Jovanovic, de Camargo           | 26 711     |
| 18      | 12/12/2009 | 20h00 | Standard de Liège        | KSV Roulers              | 0 - 1   |                                 | 24 986     |
| 19      | 20/12/2009 | 18h00 | Sporting de Charleroi    | Standard de Liège        | reporté |                                 |            |
| 20      | 26/12/2009 | 18h00 | Standard de Liège        | KSC Lokeren              | 2 - 0   | Witsel, de Camargo              | 25 982     |
| 21      | 29/12/2009 | 20h45 | Cercle Bruges            | Standard de Liège        | 2 - 0   |                                 | 12 662     |
| 22      | 17/01/2010 | 14h30 | Standard de Liège        | RSC Anderlecht           | 0 - 4   |                                 | 27 398     |
| 23      | 24/01/2010 | 18h00 | FC Malines               | Standard de Liège        | 0 - 0   |                                 | 12 718     |
| 24      | 31/01/2010 | 20h30 | Standard de Liège        | KV Courtrai              | 3 - 1   | Daerden, Witsel, Carcela        | 25 230     |
| 19      | 04/02/2010 | 20h30 | Sporting de Charleroi    | Standard de Liège        | 2 - 3   | Dalmat, Defour, Witsel          | 17 170     |
| 25      | 07/02/2010 | 20h30 | RC Genk                  | Standard de Liège        | 1 - 0   |                                 | 21 468     |
| 26      | 14/02/2010 | 18h00 | Standard de Liège        | KVC Westerlo             | 1 - 0   | Pocognoli                       | 25 124     |
| 27      | 21/02/2010 | 16h00 | FC Bruges                | Standard de Liège        | 2 - 1   | Mbokani                         | 27 559     |
| 28      | 27/02/2010 | 20h00 | Standard de Liège        | Royal Excelsior Mouscron | annulé  |                                 |            |
| 29      | 14/03/2010 | 20h00 | SV Zulte Waregem         | Standard de Liège        | 1 - 1   | Witsel                          | 8 279      |
| 30      | 21/03/2010 | 20h00 | Standard de Liège        | La Gantoise              | 0 - 2   |                                 | 26 396     |

#### Playoffs 2
| Journée | Date       | Heure | Club visité           | Club visiteur         | Score | Buts liégeois          | Assistance |
| ------- | ---------- | ----- | --------------------- | --------------------- | ----- | ---------------------- | ---------- |
| 1       | 27/03/2010 | 20h30 | Standard de Liège     | Sporting de Charleroi | 2 - 0 | Mbokani (2)            | 19 812     |
| 2       | 04/04/2010 | 20h30 | RC Genk               | Standard de Liège     | 1 - 0 |                        | 20 087     |
| 3       | 11/04/2010 | 18h00 | Standard de Liège     | Germinal Beerschot A. | 3 - 0 | de Camargo (2), Witsel | 11 955     |
| 4       | 15/04/2010 | 20h30 | Germinal Beerschot A. | Standard de Liège     | 2 - 2 | Mbokani, Traoré        | 8 658      |
| 5       | 18/04/2010 | 20h30 | Standard de Liège     | RC Genk               | 1 - 1 | Mutombo                | 15 000     |
| 6       | 25/04/2010 | 18h00 | Sporting de Charleroi | Standard de Liège     | 1 - 0 |                        | 4 510      |

### Coupe de Belgique
| Tour | Date       | Heure | Club visité       | Club visiteur  | Score      | Buts liégeois  | Assistance |
| ---- | ---------- | ----- | ----------------- | -------------- | ---------- | -------------- | ---------- |
| 1/16 | 27/10/2009 | 20h00 | Standard de Liège | Lierse SK (D2) | 2 - 1 (ap) | Nicaise, Dufer | 5 000      |
| 1/8  | 23/12/2009 | 20h30 | Standard de Liège | KV Courtrai    | 1 - 2      | Witsel         | 3 500      |